# Famotidine
Famotidine remt de productie van maagzuur. Het is sinds 1987 internationaal op de markt.

## Werking
Het geneesmiddel behoort tot de groep H2-antagonisten. Het vermindert de aanmaak van zuur in de maag.

## Indicaties
Het wordt gebruikt bij
- Gastro-oesofageale reflux (brandend maagzuur)
- Refluxoesofagitis
- Maag- en darmzweer
- Syndroom van Zollinger-Ellison

## Mogelijke nevenwerkingen
Bij minder dan 5% treden nevenwerkingen op. De meest voorkomende zijn:
- Hoofdpijn
- Moeheid
- Huideruptie
- Spierpijn
- Mentale verwardheid (vooral bij hoge doses, bij bejaarden of bij nierinsufficiëntie)
- Bradycardie en hypotensie (bij intraveneuze toediening)
- Interstitiële nefritis en hepatitis (zelden).
- Reversibele gynaecomastie
- Impotentie (zelden)